# Nicolas Le Moulinet
Pour les articles homonymes, voir Du Parc.
Nicolas Le Moulinet (né à Sées à la fin du XVIe siècle et mort avant 1625) est un écrivain et comédien français.
D’une ancienne famille d’Alençon, avocat au Parlement de Rouen, il est l’auteur de plusieurs romans et d'une compilation d'histoires facétieuses intitulé les Facétieux devis et plaisants contes.
Charles Sorel a publié en 1633 la troisième version de sa Vraie histoire comique de Francion sous le pseudonyme de « Nicolas de Moulinet, sieur du Parc, gentilhomme lorrain [sic] ».

## Œuvres
- Facecieux devis et plaisans contes Par le Sr du Moulinet comedien, Paris, Chez J Millot libraire tenant sa boutique devant St Barthelemy, 1612.
- Les Amours de Floris et Cléonthe, Paris, Jacques de Sanlecque, 1613.
- Des agreables diversitez d’amour, Contenant cinq Histoires Tragiques de ce temps. Sur les adventures de Chrisaure et de Phinimène, Paris, Jean Millot, 1614.
- Les Fidèles Affections
- Tommaso Tomai, Abregé curieux des plus beaux secrets de la nature, traduit de l’italien par Nicolas Le Moulinet, Paris, Eustache Daubin, 1648.